# Pseudaplectana papillocauda
Pseudaplectana papillocauda ist eine Art der Spulwürmer und einziger Vertreter der Gattung Pseudaplectana. Sie ist ein Parasit im Darm beim Braunen Bachsalamander.

## Merkmale
In der Erstbeschreibung standen nur drei Männchen zur Verfügung. Sie waren im Mittel 2,05 mm lang und 55 µm dick. Die Mundöffnung wird von drei inneren und sechs äußeren Lippen umgeben. Der Pharynx ist 11 µm lang, der Ösophagus mit Bulbus 165 µm. Die Ausscheidungspore liegt etwa 100 µm hinter dem Vorderende, der Nervenring 102 µm. Der Schwanz ist 55 µm lang. Die beiden Spicula sind 120 bis 128 µm lang und haben eine hakenförmig umgebogene Spitze. Die Kaudalflügel sind gut entwickelt und durch sieben Paare gestielter Papillen gestützt, zwei vor und fünf hinter der Kloake.